# Peucedanum elegans
Peucedanum elegans är en flockblommig växtart som beskrevs av Vladimir Leontjevitj Komarov. Peucedanum elegans ingår i släktet siljor, och familjen flockblommiga växter. Inga underarter finns listade i Catalogue of Life.